# Ibuki (porta-aviões)
O Ibuki (伊吹) foi um navio de guerra construído para a Marinha Imperial Japonesa e a primeira embarcação da Classe Ibuki, seguido por um irmão nunca nomeado. Sua construção começou em abril de 1942 nos estaleiros do Arsenal Naval de Kure e foi lançado ao mar em maio do ano seguinte, porém não foi comissionado e não entrou em serviço.
Foi originalmente concebido como um cruzador pesado, porém foi decidido depois de seu lançamento que ele seria convertido em um porta-aviões rápido, consequências das enormes perdas de porta-aviões que o Japão tinha sofrido na Batalha de Midway. Os trabalhos de conversão atrasaram por conta da Segunda Guerra Mundial e acabaram sendo paralisados em março de 1945 em favor de submarinos. O incompleto Ibuki foi desmontado entre 1946 e 1947.